# بلن کوئستا
بلن کوئستا (اسپانیایی: Belén Cuesta‎؛ زادهٔ ۲۴ ژانویهٔ ۱۹۸۴) بازیگر اهل اسپانیا است. او در «مدرسه عالی هنرهای دراماتیک» تحصیل کرد و در سال ۲۰۱۹ برندهٔ جایزه گویای بهترین بازیگر نقش اول زن شد.
از فیلم‌ها یا مجموعه‌های تلویزیونی که وی در آن‌ها نقش داشته است، می‌توان به کیکی، عشق‌بازی، با وجود همه‌چیز، پاکیتا سالاس، ایه‌رو، اخطار و همسایه طبقه بالا اشاره نمود.